# Joel McIver

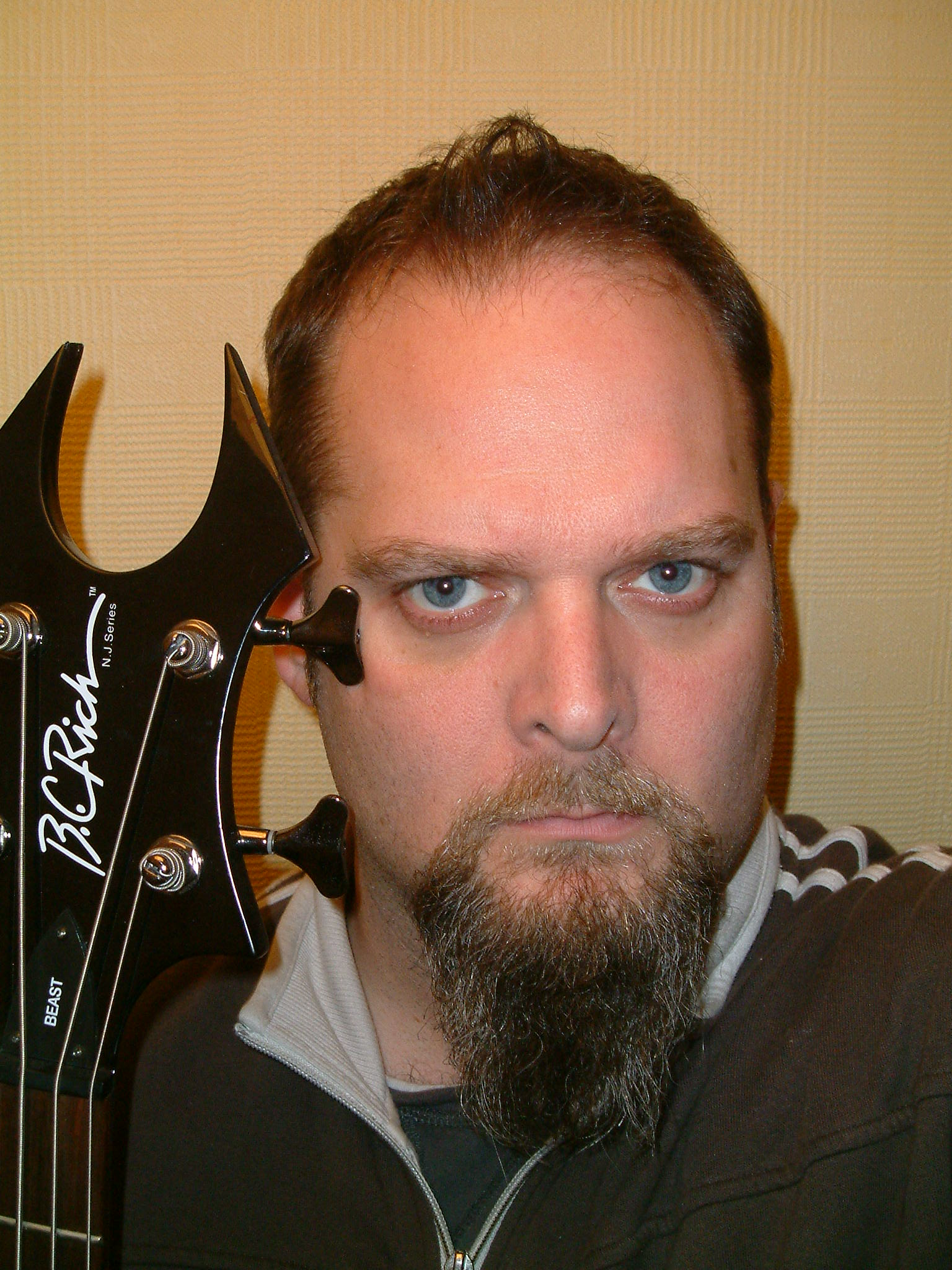
Joel McIver

Joel McIver (nascido em 1971) é um escritor britânico. O seu livro mais conhecido é o best-seller Justice For All: The Truth About Metallica, publicado em 2004 e que vendeu desde então mais de 35 mil cópias em 9 línguas. Os seus outros trabalhos incluem biografias de Slipknot, Erykah Badu, Ice Cube, Black Sabbath, os Red Hot Chili Peppers, Queens Of The Stone Age e Sex Pistols. O trabalho de McIver está presente a nível mundial mas é especialmente popular nos EUA, Austrália e Escandinávia. Também surge em diversas revistas, como a Metal Hammer, Classic Rock, Total Guitar, Rhythm e Record Collector.
Em Maio de 2007 McIver anunciou através do site Blabbermouth que se encontrava a escrever o primeiro livro em inglês sobre Slayer, a ser publicado pela Omnibus Press em Junho de 2008. Dois excertos do livro, The Bloody Reign Of Slayer, surgiu no site de McIver em Abril de 2008. Um terceiro e último excerto apareceu em Junho. Em Julho de 2008, o cantor Glenn Hughes, por vezes membro de Deep Purple e Black Sabbath, anunciou que estava a co-escrever a sua autobiografia com McIver.
O próximo livro de McIver, The 100 Greatest Metal Guitarists, foi publicado em Janeiro de 2009 pela Jawbone Press e incluiu prefácio por Glen Benton dos Deicide. Em Fevereiro de 2009, McIver anunciou mais dois livros, o primeiro sendo uma biografia de Tool e o segundo sendo o primeiro livro de sempre sobre o falecido baixista dos Metallica, Cliff Burton, para o qual Kirk Hammett escreverá o prefácio. Os livros estão para ser publicados em Abril e Junho, respectivamente.

### Como autor
- Extreme Metal (prefácio por Jeffrey Dunn da banda Venom, 2000)
- Slipknot: Unmasked (2001)
- Nu-Metal: The Next Generation Of Rock And Punk (prefácio por Casey Chaos da banda Amen, 2002)
- Ice Cube: Attitude (2002)
- Erykah Badu: The First Lady Of Neo-Soul (2003)
- Justice For All: The Truth About Metallica (prefácio por Thomas Gabriel Fischer, das bandas Celtic Frost e Triptykon, 2004)
- Extreme Metal II (prefácio por Mille Petrozza da banda Kreator, 2005)
- No One Knows: The Queens Of The Stone Age Story (prefácio por Kat Bjelland, da banda Babes In Toyland, 2005)
- The Making Of The Red Hot Chili Peppers' Blood Sugar Sex Magik (2005)
- The Making Of The Sex Pistols' The Great Rock'n'Roll Swindle (2006)
- Sabbath Bloody Sabbath (2006)
- The Bloody Reign Of Slayer (prefácio pelos membros da banda Municipal Waste, 2008) [2][3]
- The 100 Greatest Metal Guitarists (prefácio por Glen Benton, da banda Deicide, 2009)
- Unleashed: The Story Of Tool (2009)
- To Live Is To Die: The Life And Death Of Metallica's Cliff Burton (prefácio por Kirk Hammett, do Metallica, 2009)
- Holy Rock'N'Rollers: The Kings Of Leon Story (2010)
- Crazy Train: The High Life And Tragic Death Of Randy Rhoads (prefácio por by Zakk Wylde, da banda Black Label Society, posfácio por Yngwie Malmsteen, 2011)
- Overkill: The Untold Story Of Motorhead (prefácio por Glenn Hughes, 2011)[4]
- Machine Head: Inside The Machine (prefácio por Chris Kontos, ex-membro da banda Machine Head, 2012)
- Ultimate Rock Riffs (foreword by Robb Flynn of Machine Head, 2013)
- Know Your Enemy: Rage Against The Machine (2014)
- Bible Of Butchery: Cannibal Corpse, The Official Biography (prefácio por Gene Hoglan, 2014)

### Como Co-Autor
- Deep Purple And Beyond: Scenes From The Life of a Rock Star (com Glenn Hughes, prefácio por Lars Ulrich, do Metallica, 2011)
- My Life With Deth: Discovering Meaning In A Life Of Rock & Roll (com David Ellefson, prefácio por Alice Cooper, 2013)
- My Bloody Roots: From Sepultura To Soulfly And Beyond (com Max Cavalera, prefácio por Dave Grohl, 2013)[5][6]
- Glen Matlock's Sex Pistols Filthy Lucre Photo File (com Glen Matlock, prefácio por Chad Smith, da banda Red Hot Chili Peppers, 2014)